# Palácio dos Condes de Aveiras
O Palácio dos Condes de Aveiras, também referido como Casa da Quinta da Cerca ou Solar dos Condes de Povolide, é um antigo palácio localizada na freguesia de Aveiras de Baixo, município de Azambuja, distrito de Lisboa.
Possui a classificação de Imóvel de Interesse Público desde o ano de 1997.